# 蒂里齊斯島

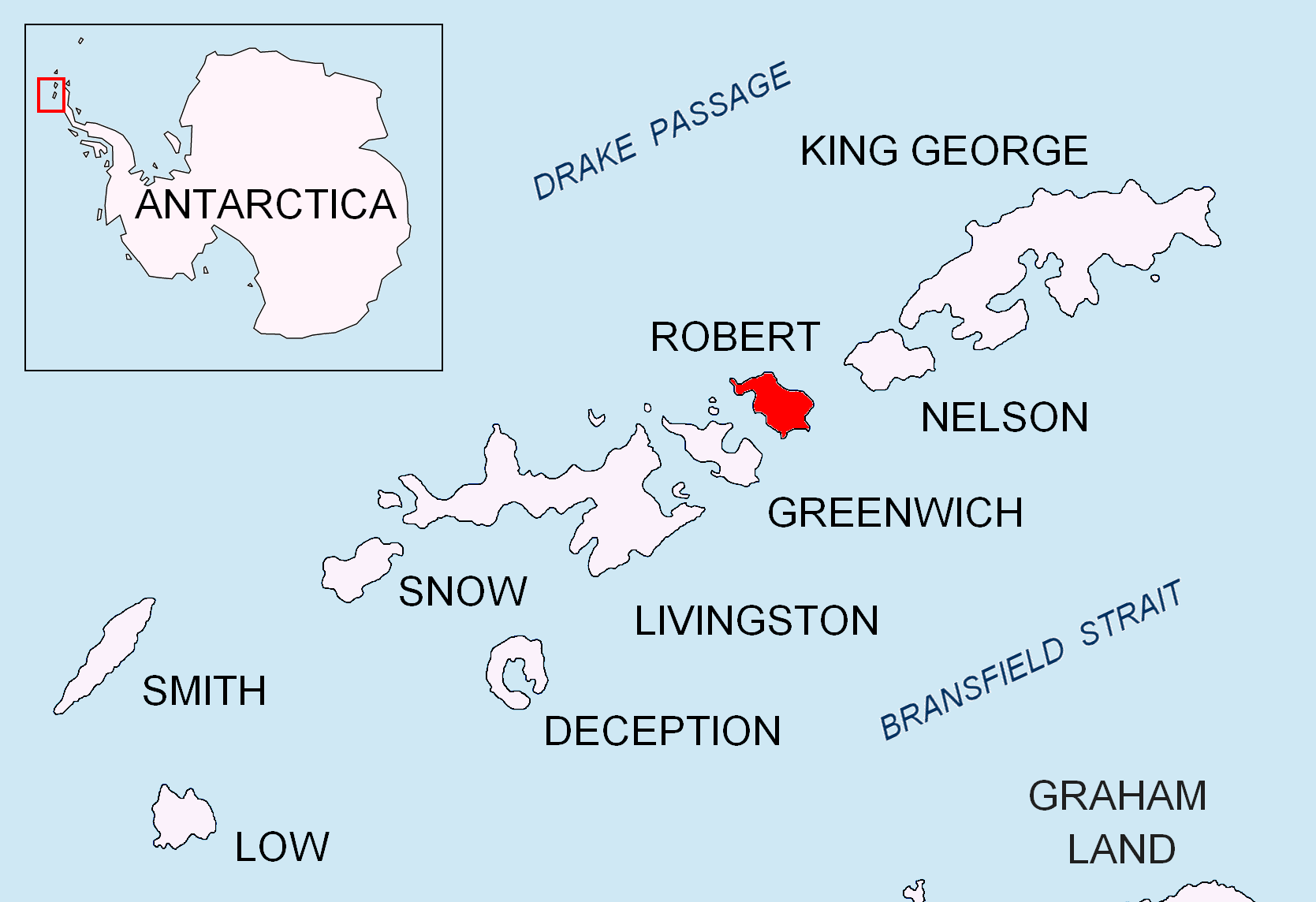

蒂里齊斯島是南極洲的島嶼，位於南設得蘭群島的羅伯特島東岸對開，長1.05公里、寬0.35公里，該島嶼以保加利亞東北部城鎮命名。

## 外部連結
- Tirizis Island. （页面存档备份，存于） SCAR Composite Antarctic Gazetteer.

62°23′20″S 59°21′15″W / 62.38889°S 59.35417°W